# ソウル新村大学生殺人事件
ソウル新村大学生殺人事件（ソウルシンチョンだいがくせいさつじんじけん）は、2012年4月30日に大韓民国ソウル特別市西大門区で発生した殺人事件。大学生Aが新村駅近くのパラムサン子供公園で殺害された。

## 概要
被害者Aと元恋人Eは、オンラインゲームを通じて交際を始めた。しかし、Eが心霊サイトに傾倒し、現実離れした言動が増えたため、Aは別れを告げた。AはEのことを案じ、心霊サイトから脱退するよう説得を続けていたが、これがサイトを通じてEさんと知り合った加害者たちの反感を買うことになった。
2012年4月30日、Aは話し合いのため、加害者であるBとCと新村の公園で会うことになった。しかし、この話し合いは罠であり、彼らは事前に凶器を用意するなど計画的な犯行を準備していた。公園でAは、首を電気コードで絞められた後、刃物で40回以上にわたってめった刺しにされるという残忍な方法で殺害された。

## 裁判
裁判所はBとCに懲役20年、犯行を共謀したDに懲役12年・短期7年を宣告した。殺人計画を知っても幇助したEには懲役7年を宣告した。